# Coupe CCTV
La Coupe CCTV est un tournoi professionnel de jeu de go, retransmis sur la télévision chinoise CCTV.

## Organisation
La Coupe CCTV est sponsorisée par la télévision publique chinoise CCTV. C'est le plus ancien tournoi de go en blitz en Chine. 64 joueurs s'affrontent chaque année, dans un système à élimination directe. Le temps de jeu est de 10 périodes de 60 secondes.
Les deux finalistes peuvent ensuite participer à la Coupe Asian TV.
Le gagnant reçoit une récompense de 200 000 CY (un peu plus de 25 000 € en octobre 2017).

## Vainqueurs
| Joueur         | Années |
| -------------- | ------ |
| Nie Weiping    | 1987   |
| Qian Yuping    | 1988   |
| Ma Xiaochun    | 1989   |
| Qian Yuping    | 1990   |
| Ma Xiaochun    | 1991   |
| Ma Xiaochun    | 1992   |
| Nie Weiping    | 1993   |
| Ma Xiaochun    | 1994   |
| Ma Xiaochun    | 1995   |
| Cao Dayuan     | 1996   |
| Nie Weiping    | 1997   |
| Cao Dayuan     | 1998   |
| Chang Hao      | 1999   |
| Ding Wei       | 2000   |
| Hu Yaoyu       | 2001   |
| Ma Xiaochun    | 2002   |
| Zhou Heyang    | 2003   |
| Gu Li          | 2004   |
| Liu Xing       | 2005   |
| Luo Xihe       | 2006   |
| Piao Wenyao    | 2007   |
| Xie He         | 2008   |
| Kong Jie       | 2009   |
| Chen Yaoye     | 2010   |
| Zhong Weijing  | 2011   |
| Tuo Jiaxi      | 2012   |
| Wang Xi        | 2013   |
| Li Qingheng    | 2014   |
| Pas de tournoi | 2015   |
| Mi Yuting      | 2016   |
| Zhang Tao      | 2017   |
| Fan Tingyu     | 2018   |
| Ding Hao       | 2019   |
| Gu Zihao       | 2020   |